# 静岡県道292号下川合停車場線
愛知県道292号下川合停車場線（しずおかけんどう292ごう しもかわいていしゃじょうせん）は、静岡県浜松市天竜区佐久間町にある、全長約300mの一般県道である。

## 概要
JR飯田線下川合駅前から国道473号に至る、およそ300mほどの短い県道である。同駅から天竜川の支流である大千瀬川を渡り、国道沿線にある河合の集落とを結ぶ。

### 路線データ
- 起点：静岡県浜松市天竜区佐久間町河合田島（下川合駅前）
- 終点：静岡県浜松市天竜区佐久間町河合高平（国道473号・県道1号交点）

## 沿革
- 1960年4月1日 認定

## 通過する自治体
- 静岡県
  - 浜松市（天竜区）

## 沿線
- JR飯田線下川合駅

## 接続する道路
- 国道473号・静岡県道1号飯田富山佐久間線（浜松市天竜区佐久間町河合高平）